# Liste der Bodendenkmale in Osterholz-Scharmbeck
In der Liste der Bodendenkmale in Osterholz-Scharmbeck sind die Bodendenkmale der niedersächsischen Gemeinde Osterholz-Scharmbeck aufgeführt. Die Quelle ist der Denkmalatlas Niedersachsen. 

Osterholz-Scharmbeck im Landkreis Osterholz

Der Stand der Liste ist der 16. Dezember 2024.

## Allgemein
In den Spalten finden sich folgende Informationen des Bodendenkmales:
Lagegeographische Koordinaten
BezeichnungBezeichnung lt. Denkmalatlas
BeschreibungBeschreibung lt. Denkmalatlas
IDObjekt-ID
BildBild, ggf. zusätzlich mit Link zu weiteren Fotos im Medienarchiv Wikimedia Commons.

## Freißenbüttel
| Lage                        | Bezeichnung                  | Beschreibung | ID       | Bild |
| --------------------------- | ---------------------------- | --- | -------- | ---- |
| 53° 16′ 17″ N, 8° 46′ 14″ O | Freissenbüttel 1, Grabhügel  | Durchmesser ca. 18 m und Höhe ca. 1,3 m. Rand abgesetzt. In der Mitte mehrere flache Einsenkungen, sowie im Südostteil eine 2 × 2 × 1 m große Eingrabung.         | 28988591 | BW   |
| 53° 16′ 16″ N, 8° 46′ 22″ O | Freissenbüttel 2, Grabhügel  | Durchmesser ca. 17 m und Höhe ca. 1,1 m. Rand abgesetzt. Infolge des abfallenden Geländes am Nordrand höher. In der Mitte weite Einsenkung mit einzelnen Steinen. | 28988590 | BW   |
| 53° 16′ 15″ N, 8° 46′ 24″ O | Freissenbüttel 3, Grabhügel  | Durchmesser ca. 20 m und Höhe ca. 2,0 m. Hoch gewölbt mit abgesetztem Rand. Alte Eingrabungen und Kaninchenlöcher.                                                | 28988593 | BW   |
| 53° 16′ 15″ N, 8° 46′ 26″ O | Freissenbüttel 4, Grabhügel  | Durchmesser ca. 20 m und Höhe ca. 1,5 m. Rand abgesetzt. Mitte durch Einsenkung abgeflacht. Mehrere rezente Abgrabungen im nördlichen Randbereich.                | 28988594 | BW   |
| 53° 16′ 13″ N, 8° 46′ 31″ O | Freissenbüttel 5, Grabhügel  | Durchmesser ca. 22 m und Höhe ca. 1,4 m. Erhaltener Rand abgesetzt.                                                                                               | 28988592 | BW   |
| 53° 16′ 5″ N, 8° 46′ 51″ O  | Freissenbüttel 20, Grabhügel | | 28988102 | BW   |
| 53° 15′ 31″ N, 8° 47′ 41″ O | Freissenbüttel 37, Grabhügel | Durchmesser ca. 20 m und Höhe ca. 1,0 m. Rund mit abgeflachter Kuppe und leichten Eintiefungen.                                                                   | 28988220 | BW   |

## Garlstedt
| Lage                        | Bezeichnung                | Beschreibung | ID       | Bild |
| --------------------------- | -------------------------- | --- | -------- | ---- |
| 53° 16′ 33″ N, 8° 41′ 26″ O | Garlstedt 6, Grabhügel     | Durchmesser ca. 14 m und Höhe ca. 0,7 m. Ränder flach auslaufend. Oberfläche von zahlreichen Kaninchenlöchern und alten Eingrabungen zerklüftet. Nordostrand von Acker angeschnitten. Im Gelände schwer erkennbar. | 28988226 | BW   |
| 53° 16′ 21″ N, 8° 41′ 18″ O | Garlstedt 7, Grabhügel     | Durchmesser ca. 22 m und Höhe ca. 1,3 m. Mitte abgeflacht, darin eine große Eingrabung. Weitere Eingrabungen im abgesetzten Rand. | 28988227 | BW   |
| 53° 16′ 29″ N, 8° 40′ 40″ O | Garlstedt 17, Grabhügel    | Durchmesser ca. 16 m und Höhe ca. 1,6 m. Mitte abgeflacht. Rand abgesetzt mit rezenten Eingrabungen. | 28988109 | BW   |
| 53° 16′ 40″ N, 8° 40′ 28″ O | Garlstedt 24, Grabhügel    | Durchmesser ca. 15 m und Höhe ca. 1,1 m. Rand abgesetzt. Mitte durch weite Eingrabung zerstört. Nordwestrand abgetragen. | 28988113 | BW   |
| 53° 16′ 46″ N, 8° 40′ 17″ O | Garlstedt 27, Grabhügel    | Durchmesser ca. 10 m und Höhe ca. 1,0 m. Ebenmäßig gewölbt, Rand abgesetzt. Flache Einsenkungen. | 28988222 | BW   |
| 53° 16′ 46″ N, 8° 40′ 16″ O | Garlstedt 28, Grabhügel    | Durchmesser ca. 17 m und Höhe ca. 1,7 m. Hoch gewölbt, Rand stark abgesetzt. In der Mitte eine tiefe Eingrabung. | 28988223 | BW   |
| 53° 16′ 49″ N, 8° 40′ 4″ O  | Garlstedt 29, Grabhügel    | Durchmesser ca. 11 m und Höhe ca. 0,9 m. Rand allmählich auslaufend. In der Mitte eine tiefe Eingrabung, am Nordostrand eine Erdentnahme. | 28988224 | BW   |
| 53° 16′ 49″ N, 8° 40′ 1″ O  | Garlstedt 30, Grabhügel    | Durchmesser ca. 15 m und Höhe ca. 1,2 m. In der Mitte eine tiefe, rezente Eingrabung. Weitere Eingrabungen im abgesetzten Rand. | 28988225 | BW   |
| 53° 16′ 3″ N, 8° 43′ 13″ O  | Garlstedt 52, Grabhügel    | Durchmesser ca. 12 m und Höhe ca. 1,3 m. Ebenmäßig gewölbt, mit abgesetztem Rand. | 28988611 | BW   |
| 53° 16′ 1″ N, 8° 43′ 18″ O  | Garlstedt 53, Grabhügel    | Durchmesser ca. 12 m und Höhe ca. 1,0 m. Rand abgesetzt. Oberfläche etwas abgeflacht. | 28988612 | BW   |
| 53° 16′ 1″ N, 8° 43′ 18″ O  | Garlstedt 54, Grabhügel    | Durchmesser ca. 20 m, Höhe nicht mehr genau feststellbar. Auf dem Ostbereich wurde ein Wohnhaus gebaut, dessen Terrasse sich auf den Gipfelbereich erstreckt, der Resthügel erscheint seither deformiert. | 28988613 | BW   |
| 53° 15′ 55″ N, 8° 43′ 7″ O  | Garlstedt 55, Grabhügel    | Durchmesser ca. 11 m und Höhe ca. 0,4 m. Rand sanft auslaufend. In der Mitte alte, trichterförmige Eingrabung. | 28988111 | BW   |
| 53° 16′ 14″ N, 8° 44′ 4″ O  | Garlstedt 57, Grabhügel    | Durchmesser ca. 24 m und Höhe ca. 1,5 m. Rand abgesetzt. Einige flache Eintiefungen, davon eine grabenartig quer über den Hügel verlaufend. | 28988228 | BW   |
| 53° 16′ 6″ N, 8° 44′ 5″ O   | Garlstedt 58, Grabhügel    | Durchmesser ca. 15 m und Höhe ca. 1,2 m. Ebenmäßig gewölbt, mit abgesetztem Rand. Über den Ostteil alte Panzerspur. In der Mitte flache, alte Einsenkung. Im Südwestbereich ein Waldpfad. | 28988229 | BW   |
| 53° 16′ 11″ N, 8° 44′ 17″ O | Garlstedt 64, Grabhügel    | Durchmesser ca. 14 m und Höhe ca. 1,3 m. Hoch gewölbt, mit abgesetztem Rand. Am Südostrand kleine Erdentnahme, sowie Eingrabung im Gipfelbereich. | 28928018 | BW   |
| 53° 17′ 46″ N, 8° 41′ 59″ O | Garlstedt 68, Grabhügel    | Durchmesser ca. 20 m und Höhe ca. 1,0 m. Vom Südwestrand bis zur Mitte alter grabenartiger Auswurf. Im schwach abgesetzten Rand alte ringgrabenförmige Eingrabung. | 28988230 | BW   |
| 53° 17′ 13″ N, 8° 41′ 46″ O | Garlstedt 69, Grabhügel    | Durchmesser ca. 8 m und Höhe ca. 0,4 m. Nur noch in Resten erkennbar. | 28988231 | BW   |
| 53° 16′ 34″ N, 8° 43′ 31″ O | Garlstedt 72, Grabhügel    | Durchmesser ca. 15 m und Höhe ca. 1,1 m. Stark von Fuchsbauen durchwühlt. Südlicher Rand alt abgetragen. Ältere Eingrabung in der Mitte (2,7 × 1,9 m, 0,4 m tief). | 28988232 | BW   |
| 53° 16′ 28″ N, 8° 43′ 34″ O | Garlstedt 73, Grabhügel    | Durchmesser ca. 14,5 m und Höhe ca. 1,3 m. Flach gewölbt und gleichmäßig auslaufender Rand. | 28988708 | BW   |
| 53° 16′ 28″ N, 8° 43′ 31″ O | Garlstedt 74, Grabhügel    | Durchmesser ca. 8,4 m und Höhe ca. 0,8 m. Klein, flach mit ungleichmäßig auslaufendem Rand. In der Mitte eine rechteckige ältere Eingrabung. | 28988709 | BW   |
| 53° 16′ 28″ N, 8° 43′ 47″ O | Garlstedt 77, Grabhügel    | Durchmesser ehemals ca. 18–20 m, Höhe ca. 1,7 m. Bis auf den östlichen Randbereich abgetragen. | 28988710 | BW   |
| 53° 17′ 34″ N, 8° 41′ 47″ O | Garlstedt 82, Grabhügel    | Durchmesser ca. 16 m und Höhe ca. 1,8 m. Hoch gewölbt. Kuppe ungleichmäßig abgerundet. Rand stark abfallend und unregelmäßig auslaufend, mit rund umlaufendem, ca. 1,20 m breitem Graben. | 28988104 | BW   |
| 53° 17′ 27″ N, 8° 41′ 44″ O | Garlstedt 83, Grabhügel    | Durchmesser ca. 18 m und Höhe ca. 1,3 m. Rand abgesetzt. Oberfläche durch alte Abträge in der Mitte und durch Kaninchenlöcher zerwühlt. | 28988233 | BW   |
| 53° 17′ 17″ N, 8° 40′ 57″ O | Garlstedt 84, Grabhügel    | Durchmesser ca. 6 m und Höhe ca. 0,4 m. Klein, flach, mit sanft auslaufendem Rand. | 28988234 | BW   |
| 53° 16′ 16″ N, 8° 40′ 58″ O | Garlstedt 104, Grabhügel   | | 28988711 | BW   |
| 53° 16′ 9″ N, 8° 40′ 8″ O   | Garlstedt 111, Grabhügel   | Durchmesser ca. 10 m und Höhe ca. 1,2 m. Leicht deformiert, aber hoch gewölbt, mit kleiner Mulde im Gipfelbereich. | 28988235 | BW   |
| 53° 17′ 33″ N, 8° 41′ 59″ O | Garlstedt 115, Grabhügel   | | 28988236 | BW   |
| 53° 17′ 29″ N, 8° 44′ 4″ O  | Garlstedt 116, Befestigung | Annähernd rundes, erhöhtes Plateau mit zahlreichen flachen Eintiefungen. Durchmesser ca. 45 m, Höhe bis ca. 1,0 m. Das Plateau ist von einer Senke umgeben, die im Westen eine Breite von etwa 10 m hat. Möglicherweise handelt es sich hierbei um den Rest des ehemaligen Grabens. Ebenfalls im Westen lassen sich Spuren eines breiten, jedoch jetzt weitgehend eingeebneten Walles erkennen. Die Burg war vermutlich der Sitz der Herren von Garlstedt, einem Bremer Ministerialengeschlecht. Diese erscheinen ab 1340 in den Quellen. Da die Burg aber selbst nicht urkundlich erwähnt wird, bleibt ihr Schicksal unbekannt. | 28988114 | BW   |

### Garlstedt 9
- ID:28988103
- Grabhügelfeld mit sechs vollständig erhaltene, einen stark zerstörten, sowie einen nicht mehr deutlich zu erkennenden Grabhügel.

| Lage                        | Bezeichnung  | Beschreibung | ID       | Bild |
| --------------------------- | ------------ | --- | -------- | ---- |
| 53° 16′ 18″ N, 8° 41′ 9″ O  | Garlstedt 9  | Durchmesser ca. 13 m und Höhe ca. 1,0 m. Rand abgesetzt. Flache Schützenmulde, außerdem einige ältere Einsenkungen.                                                       | 28988589 | BW   |
| 53° 16′ 17″ N, 8° 41′ 6″ O  | Garlstedt 10 | Durchmesser ca. 15 m und Höhe ca. 1,1 m. Rand abgesetzt und geht teilweise in den natürlichen Hang über. In der Mitte eine weite, alte Eingrabung.                        | 28988598 | BW   |
| 53° 16′ 18″ N, 8° 41′ 2″ O  | Garlstedt 12 | Durchmesser ca. 14 m und Höhe ca. 1,0 m. Rand abgesetzt. Ostteil durch tief eingeschnittenen Weg zerstört. Kaninchenlöcher.                                               | 28988597 | BW   |
| 53° 16′ 17″ N, 8° 41′ 1″ O  | Garlstedt 13 | Durchmesser ca. 15 m und Höhe ca. 1,0 m. In der Mitte eingebauter Erdbunker. Rand abgesetzt.                                                                              | 28988596 | BW   |
| 53° 16′ 20″ N, 8° 40′ 58″ O | Garlstedt 14 | Durchmesser ca. 15 m und Höhe ca. 0,6 m. Nordteil stark von Panzern überfahren, Rand läuft hier allmählich aus. Südteil weist ebenfalls Panzerspuren auf, Rand abgesetzt. | 28988595 | BW   |
| 53° 16′ 20″ N, 8° 40′ 56″ O | Garlstedt 15 | Durchmesser ca. 15 m und Höhe ca. 1,2 m. In der Mitte ein altes, weites Deckungsloch. Weitere alte Eingrabungen im abgesetzten Rand erkennbar.                            | 28988600 | BW   |

### Garlstedt 19
- ID:28988105
- Grabhügelfeld mit fünf Grabhügeln.

| Lage                        | Bezeichnung  | Beschreibung | ID       | Bild |
| --------------------------- | ------------ | --- | -------- | ---- |
| 53° 16′ 33″ N, 8° 40′ 41″ O | Garlstedt 19 | Durchmesser ca. 15 m und Höhe ca. 1,0 m. Rand abgesetzt. In der Mitte eine tiefe, viereckige Eingrabung. Über den südlichen Bereich führt ein Weg.                                                              | 28988599 | BW   |
| 53° 16′ 33″ N, 8° 40′ 40″ O | Garlstedt 20 | Durchmesser ca. 18 m und Höhe ca. 1,4 m. In der Mitte eine alte Einsenkung, sowie am Südwestrand von Nordwest nach Südost ein flacher Graben. Im abgesetzten Rand sind teilweise flache Eintiefungen erkennbar. | 28988601 | BW   |
| 53° 16′ 33″ N, 8° 40′ 39″ O | Garlstedt 21 | Durchmesser ca. 12 m und Höhe ca. 1,1 m. Flache, alte Einsenkungen. Im abgesetzten Rand ringförmige Vertiefung von herausgerissenen Steinkranz. In der Mitte eine tiefe Eingrabung.                             | 28988602 | BW   |
| 53° 16′ 33″ N, 8° 40′ 37″ O | Garlstedt 22 | Durchmesser ca. 18 m und Höhe ca. 1,3 m. Rand abgesetzt. In der Mitte eine ältere, daneben eine rezente weite Eingrabung.                                                                                       | 28988603 | BW   |
| 53° 16′ 33″ N, 8° 40′ 38″ O | Garlstedt 23 | Durchmesser ca. 16 m und Höhe ca. 1,3 m. Rand abgesetzt und geht nach Nordwesten ohne Absatz in den natürlichen Hang über. In der Mitte eine weite Eingrabung.                                                  | 28988604 | BW   |

### Garlstedt 38
- ID:28988107
- Grabhügelfeld mit sechs Grabhügel, mit Durchmessern von 9–20 m und Höhen von 1,0–2,0 m, sowie Wegespuren.

| Lage                        | Bezeichnung  | Beschreibung | ID       | Bild |
| --------------------------- | ------------ | --- | -------- | ---- |
| 53° 17′ 4″ N, 8° 39′ 45″ O  | Garlstedt 38 | Durchmesser ca. 18 m und Höhe ca. 1,3 m. Rand abgesetzt. Alte Einsenkungen und Kaninchenlöcher. Im östlichen Bereich ringförmige Eingrabung erkennbar.          | 28988605 | BW   |
| 53° 17′ 4″ N, 8° 39′ 41″ O  | Garlstedt 39 | Durchmesser ca. 20 m und Höhe ca. 1,2 m. Rand abgesetzt. In der Mitte eine alte Eingrabung. Im Osten und Südosten bei Anlage eines Weges teilweise abgeschoben. | 28988606 | BW   |
| 53° 17′ 5″ N, 8° 39′ 39″ O  | Garlstedt 40 | Durchmesser ca. 16 m und Höhe ca. 2,0 m. Hoch gewölbt, mit stark abgesetztem Rand. In der Mitte und im Ostrand rezente Deckungslöcher.                          | 28988607 | BW   |
| 53° 17′ 9″ N, 8° 39′ 41″ O  | Garlstedt 41 | Durchmesser ca. 9 m und Höhe ca. 1,1 m. Ebenmäßig gewölbt, mit abgesetztem Rand. Flache Einsenkung in der Osthälfte.                                            | 28988608 | BW   |
| 53° 17′ 10″ N, 8° 39′ 40″ O | Garlstedt 42 | Durchmesser ca. 16 m und Höhe ca. 1,3 m. Rand abgesetzt. Am Westrand von alten Nord-Süd verlaufenden Wegespuren angeschnitten.                                  | 28988609 | BW   |
| 53° 17′ 2″ N, 8° 39′ 47″ O  | Garlstedt 44 | Durchmesser ca. 11,5 m und Höhe ca. 1,0 m. Rand abgesetzt. Alte Einsenkungen und Pflanzfurchen.                                                                 | 28988610 | BW   |

### Garlstedt 59
- ID:28988110
- Grabhügelfeld mit vier gesicherten und einen fraglichen Grabhügel, Wegespuren sowie Reste eines Großsteingrabes.

| Lage                        | Bezeichnung                  | Beschreibung | ID       | Bild |
| --------------------------- | ---------------------------- | --- | -------- | ---- |
| 53° 15′ 56″ N, 8° 43′ 57″ O | Garlstedt 59                 | Durchmesser ca. 14 m und Höhe ca. 1,2 m. Ebenmäßig gewölbt, mit abgesetztem Rand. In der Mitte eine weite Eingrabung erkennbar. Einsenkungen. | 28988704 | BW   |
| 53° 15′ 57″ N, 8° 43′ 58″ O | Garlstedt 60                 | Durchmesser ca. 16 m und Höhe ca. 1,2 m. In der Mitte Einsenkungen, sonst ebenmäßig gewölbt. Rand abgesetzt.                                  | 28988705 | BW   |
| 53° 15′ 56″ N, 8° 43′ 59″ O | Garlstedt 61                 | Durchmesser ca. 13 m und Höhe ca. 1,0 m. Abgeflacht, flache Einsenkungen. Rand abgesetzt.                                                     | 28988706 | BW   |
| 53° 15′ 58″ N, 8° 43′ 59″ O | Garlstedt 63                 | Durchmesser ca. 20 m und Höhe ca. 1,8 m. Hoch gewölbt. In der Mitte eine alte Eingrabung, im stark abgesetzten Rand Einsenkungen.             | 28988707 | BW   |
| 53° 15′ 56″ N, 8° 43′ 56″ O | Garlstedt 102, Großsteingrab | Erhalten ist eine rechteckige Umwallung von ca. 16 m Länge und ca. 10 m Breite. Einzelne kleine Granitsteine sind noch sichtbar.              | 28988712 | BW   |

## Hülseberg
| Lage                        | Bezeichnung             | Beschreibung | ID       | Bild |
| --------------------------- | ----------------------- | --- | -------- | ---- |
| 53° 16′ 36″ N, 8° 46′ 22″ O | Hülseberg 1, Grabhügel  | Durchmesser ca. 15 m und Höhe ca. 0,8 m. Annähernd rund. Ränder fließend auslaufend.                                                                                      | 28990298 | BW   |
| 53° 17′ 0″ N, 8° 44′ 49″ O  | Hülseberg 2, Grabhügel  | Durchmesser ca. 22 m und Höhe ca. 1,5 m. Rand stark abgesetzt. Westhälfte alt abgetragen bis zu einer alten, tiefen, trichterförmigen Eingrabung.                         | 28988119 | BW   |
| 53° 16′ 53″ N, 8° 44′ 28″ O | Hülseberg 8, Grabhügel  | Durchmesser ca. 10 m und Höhe ca. 1,2 m. Ebenmäßig gewölbt, mit abgesetztem Rand. Oberfläche weist mehrere Tiergänge auf.                                                 | 28988719 | BW   |
| 53° 16′ 51″ N, 8° 44′ 28″ O | Hülseberg 9, Grabhügel  | Durchmesser ca. 17 m und Höhe ca. 1,8 m. Hoch gewölbt, mit abgesetztem Rand. In der Mitte eine alte Einsenkung.                                                           | 28988715 | BW   |
| 53° 16′ 35″ N, 8° 44′ 29″ O | Hülseberg 14, Grabhügel | Durchmesser ca. 23 m und Höhe ca. 1,2 m. Rand im Norden allmählich abfallend, im Süden abgesetzt.                                                                         | 28988115 | BW   |
| 53° 16′ 4″ N, 8° 44′ 42″ O  | Hülseberg 17, Grabhügel | Durchmesser ca. 18 m und Höhe ca. 1,8 m. Rand stark abgesetzt. Kuppe abgeflacht.                                                                                          | 28988237 | BW   |
| 53° 16′ 5″ N, 8° 44′ 44″ O  | Hülseberg 18, Grabhügel | | 28988238 | BW   |
| 53° 16′ 9″ N, 8° 44′ 48″ O  | Hülseberg 19, Grabhügel | | 28988239 | BW   |
| 53° 16′ 16″ N, 8° 44′ 50″ O | Hülseberg 20, Grabhügel | Durchmesser ca. 10 m und Höhe ca. 1,8 m. Steil abgesetzter Rand. Mitte von schmalem, tiefem rezentem Ringgraben umgeben.                                                  | 28988240 | BW   |
| 53° 16′ 8″ N, 8° 44′ 40″ O  | Hülseberg 21, Grabhügel | Durchmesser ca. 20 m und Höhe ca. 1,0 m. Rand allmählich auslaufend. Von Norden nach Süden tiefe Aufforstungsfurchen. In der Mitte und in den Randbereichen Eingrabungen. | 28988241 | BW   |
| 53° 16′ 10″ N, 8° 44′ 30″ O | Hülseberg 22, Grabhügel | Durchmesser ca. 25 m und Höhe ca. 1,7 m. In der Mitte eine weite, rezente, viereckige Eingrabung; Tiefe ca. 0,8 m.                                                        | 28988242 | BW   |
| 53° 16′ 54″ N, 8° 44′ 26″ O | Hülseberg 33, Grabhügel | | 28988725 | BW   |
| 53° 16′ 53″ N, 8° 44′ 26″ O | Hülseberg 34, Grabhügel | | 28988726 | BW   |
| 53° 16′ 20″ N, 8° 44′ 25″ O | Hülseberg 48, Grabhügel | Durchmesser ca. 20 m und Höhe ca. 0,7 m. Annähernd rund. Von Nordwesten nach Südosten gerichtete Pflanzfurchen.                                                           | 28990648 | BW   |
| 53° 16′ 10″ N, 8° 44′ 38″ O | Hülseberg 52, Grabhügel | Durchmesser ca. 20 m und Höhe ca. 0,7 m. Annähernd rund. Von Nordwesten nach Südosten Pflanzfurchen.                                                                      | 28988243 | BW   |

### Hülseberg 3
- ID:28988116
- Grabhügelfeld mit fünf Grabhügeln.

| Lage                        | Bezeichnung | Beschreibung | ID       | Bild |
| --------------------------- | ----------- | --- | -------- | ---- |
| 53° 16′ 59″ N, 8° 44′ 46″ O | Hülseberg 3 | Länglich, flach gewölbt, Fläche 20 × 30 m, Höhe 0,7 m. Rand allmählich auslaufend.                                                                | 28988713 | BW   |
| 53° 16′ 59″ N, 8° 44′ 42″ O | Hülseberg 4 | Durchmesser ca. 17 m und Höhe ca. 0,7 m. Rand abgesetzt. West- und Südostrand durch anpflügen zerstört. Mitte abgeflacht.                         | 28988714 | BW   |
| 53° 16′ 59″ N, 8° 44′ 45″ O | Hülseberg 5 | Durchmesser ca. 18 m und Höhe ca. 0,6 m. Flach gewölbt, mit allmählich auslaufendem Rand.                                                         | 28988716 | BW   |
| 53° 17′ 0″ N, 8° 44′ 44″ O  | Hülseberg 6 | Durchmesser ca. 14 m und Höhe ca. 0,6 m. Erhalten ist die Nordhälfte, da der Südteil auf eine Ackerfläche reicht und hier bereits abgepflügt ist. | 28988717 | BW   |
| 53° 16′ 59″ N, 8° 44′ 44″ O | Hülseberg 7 | | 28988718 | BW   |

### Hülseberg 11
- ID:28988118
- Grabhügelfeld mit vier Grabhügeln.

| Lage                        | Bezeichnung  | Beschreibung | ID       | Bild |
| --------------------------- | ------------ | --- | -------- | ---- |
| 53° 16′ 42″ N, 8° 44′ 30″ O | Hülseberg 11 | Durchmesser ca. 15 m und Höhe ca. 0,8 m. Rand schwach abgesetzt. In der Mitte starker, alter Oberflächenabtrag und eine flache Einsenkung. | 28988720 | BW   |
| 53° 16′ 41″ N, 8° 44′ 34″ O | Hülseberg 12 | Durchmesser ca. 16 m und Höhe ca. 0,9 m. Rand allmählich auslaufend. Eine alte grabenartige Vertiefung von Norden nach Süden.              | 28988721 | BW   |
| 53° 16′ 40″ N, 8° 44′ 33″ O | Hülseberg 13 | Durchmesser ca. 16 m und Höhe ca. 0,8 m. Weit mit flachen, alten Einsenkungen. Rand allmählich auslaufend.                                 | 28988723 | BW   |
| 53° 16′ 42″ N, 8° 44′ 38″ O | Hülseberg 30 | Durchmesser ca. 14 m und Höhe ca. 0,7 m. Flach mit sanft auslaufendem Rand.                                                                | 28988724 | BW   |

## Ohlenstedt
| Lage                        | Bezeichnung              | Beschreibung                                                                                            | ID       | Bild |
| --------------------------- | ------------------------ | --- | -------- | ---- |
| 53° 17′ 33″ N, 8° 44′ 16″ O | Ohlenstedt 50, Grabhügel | Fläche 13 × 7 m, Höhe ca. 0,6 m. Ehemals annähernd rund. Östlicher sowie westliche Bereiche abgepflügt. | 39318170 | BW   |

## Osterholz-Scharmbeck
| Lage                        | Bezeichnung                            | Beschreibung | ID       | Bild           |
| --------------------------- | -------------------------------------- | --- | -------- | -------------- |
| 53° 15′ 24″ N, 8° 43′ 53″ O | Osterholz-Scharmbeck 4, Grabhügel      | Durchmesser ca. 22 m und Höhe ca. 1,4 m. Rand abgesetzt. Mitte teilweise alt abgetragen, teils stark zergraben. | 28988126 | BW             |
| 53° 15′ 26″ N, 8° 44′ 5″ O  | Osterholz-Scharmbeck 5, Grabhügel      | Durchmesser ca. 20 m und Höhe ca. 1,5 m. Rand abgesetzt. Zahlreiche Einsenkungen. Ostseite angegraben. | 28988244 | BW             |
| 53° 15′ 33″ N, 8° 44′ 2″ O  | Osterholz-Scharmbeck 7, Grabhügel      | Durchmesser ca. 18 m und Höhe ca. 1,2 m. Alte Eingrabungen im abgesetzten Rand. | 28988246 | BW             |
| 53° 13′ 35″ N, 8° 47′ 52″ O | Osterholz-Scharmbeck 31, Großsteingrab | Es sind 10 Träger- und 4 Decksteine vorhanden. An der Oberfläche des 2. Decksteines von Nordwesten mind. 70 dicht beieinanderliegende Schälchen. Auch der 1. Trägerstein von Südosten weist etwa 20 Schälchen auf. Auf der Südwestseite in der Mitte eine Ganglücke. | 28988123 | Weitere Bilder |
| 53° 13′ 38″ N, 8° 48′ 22″ O | Osterholz-Scharmbeck 33, Schalenstein  | Unregelmäßig geformt, mit mindestens 11 kleinen Schälchen versehen. | 28988124 | BW             |
| 53° 13′ 12″ N, 8° 45′ 42″ O | Osterholz-Scharmbeck 56, Motte         | Hohe Lehmkuppe ca. 25 m Durchmesser und ca. 3 m Höhe, Rändern steil abfallend. | 28988125 | BW             |
| 53° 13′ 9″ N, 8° 45′ 34″ O  | Osterholz-Scharmbeck 72, Grabhügel     | Durchmesser ca. 7–8 m und Höhe ca. 0,4 m. Tiefe Eingrabung in der Mitte. Im östlichen Bereich lediglich Teil der Hügelanschüttung erhalten. | 28988121 | BW             |

### Osterholz-Scharmbeck 1
- ID:28988120
- Grabhügelfeld mit drei aneinandergrenzende Grabhügeln.

| Lage                        | Bezeichnung            | Beschreibung | ID       | Bild |
| --------------------------- | ---------------------- | --- | -------- | ---- |
| 53° 15′ 28″ N, 8° 43′ 48″ O | Osterholz-Scharmbeck 1 | Durchmesser ca. 12 m und Höhe ca. 0,8 m. Ebenmäßig gewölbt, mit allmählich auslaufendem Rand. Abgrabungen am nördlichen Randbereich.           | 28988727 | BW   |
| 53° 15′ 29″ N, 8° 43′ 49″ O | Osterholz-Scharmbeck 2 | Durchmesser ca. 15 m und Höhe ca. 1,2 m. In der Mitte eine alte rechteckige Eingrabung, im abgesetzten Rand eine alte grabenartige Einsenkung. | 28988728 | BW   |
| 53° 15′ 29″ N, 8° 43′ 49″ O | Osterholz-Scharmbeck 3 | Durchmesser ca. 15 m und Höhe ca. 1,2 m. Rand abgesetzt. Nordhälfte wurde alt abgetragen.                                                      | 28988729 | BW   |

### Osterholz-Scharmbeck 15
- ID:28988122
- Grabhügelfeld mit zehn gesicherten Grabhügeln.

| Lage                        | Bezeichnung             | Beschreibung | ID       | Bild |
| --------------------------- | ----------------------- | --- | -------- | ---- |
| 53° 15′ 58″ N, 8° 44′ 18″ O | Osterholz-Scharmbeck 15 | Durchmesser ca. 17 m und Höhe ca. 1,8 m. In der Mitte eine alte Eingrabung. Im Rand ein Absatz durch ringgrabenartige Vertiefung.                                  | 28988730 | BW   |
| 53° 15′ 59″ N, 8° 44′ 21″ O | Osterholz-Scharmbeck 16 | Durchmesser ca. 21 m und Höhe ca. 1,8 m. Rand abgesetzt. Vom Nordwestrand bis zur Mitte eine tiefe, ältere Eingrabung. Im West-, und Ostteil weitere alte Absätze. | 28988722 | BW   |
| 53° 15′ 58″ N, 8° 44′ 23″ O | Osterholz-Scharmbeck 17 | Durchmesser ca. 24 m und Höhe ca. 1,0 m. In der Mitte eine alte Einsenkung, sowie im allmählich auslaufenden Rand eine teilweise grabenartige Vertiefung.          | 28988731 | BW   |
| 53° 15′ 59″ N, 8° 44′ 15″ O | Osterholz-Scharmbeck 18 | Durchmesser ca. 12 m und Höhe ca. 1,3 m. Rand abgesetzt. In der Mitte eine alte Eingrabung.                                                                        | 28988822 | BW   |
| 53° 15′ 59″ N, 8° 44′ 15″ O | Osterholz-Scharmbeck 19 | Durchmesser ca. 17 m und Höhe ca. 1,5 m. In der Mitte eine alte, weite Einsenkung. Abgesetzter Rand mit Einsenkungen.                                              | 28988823 | BW   |
| 53° 16′ 0″ N, 8° 44′ 19″ O  | Osterholz-Scharmbeck 20 | Durchmesser ca. 14 m und Höhe ca. 1,5 m. Rand abgesetzt. In der Mitte eine alte Eingrabung.                                                                        | 28988824 | BW   |
| 53° 16′ 0″ N, 8° 44′ 20″ O  | Osterholz-Scharmbeck 21 | Durchmesser ca. 16 m und Höhe ca. 1,4 m. Rand abgesetzt. In der Mitte und am Rand alte Eingrabungen.                                                               | 28988825 | BW   |
| 53° 16′ 0″ N, 8° 44′ 22″ O  | Osterholz-Scharmbeck 22 | Durchmesser ca. 32 m und Höhe ca. 1,5 m. Rand abgesetzt. Etliche Eingrabungen.                                                                                     | 28988826 | BW   |
| 53° 16′ 0″ N, 8° 44′ 23″ O  | Osterholz-Scharmbeck 23 | Durchmesser ca. 18 m und Höhe ca. 1,2 m. Abgesetzter Rand. In der Mitte eine alte Eingrabung.                                                                      | 28988827 | BW   |
| 53° 16′ 1″ N, 8° 44′ 26″ O  | Osterholz-Scharmbeck 24 | Durchmesser ca. 15 m und Höhe ca. 1,2 m. Alte Abtragung vom Südrand bis zur Mitte. Ostrand von Schneise und Graben angeschnitten.                                  | 28988828 | BW   |

## Penningbüttel
| Lage                        | Bezeichnung                | Beschreibung                             | ID       | Bild |
| --------------------------- | -------------------------- | ---------------------------------------- | -------- | ---- |
| 53° 16′ 10″ N, 8° 46′ 20″ O | Pennigbüttel 11, Grabhügel | Durchmesser ca. 20 m und Höhe ca. 1,5 m. | 28988127 | BW   |

## Sandhausen
| Lage                        | Bezeichnung        | Beschreibung                       | ID       | Bild |
| --------------------------- | ------------------ | ---------------------------------- | -------- | ---- |
| 53° 15′ 17″ N, 8° 51′ 13″ O | Sandhausen 2, Wurt | Fläche 64 × 100 m, Höhe ca. 2,0 m. | 28988128 | BW   |